# Passief verzet (Hongarije)

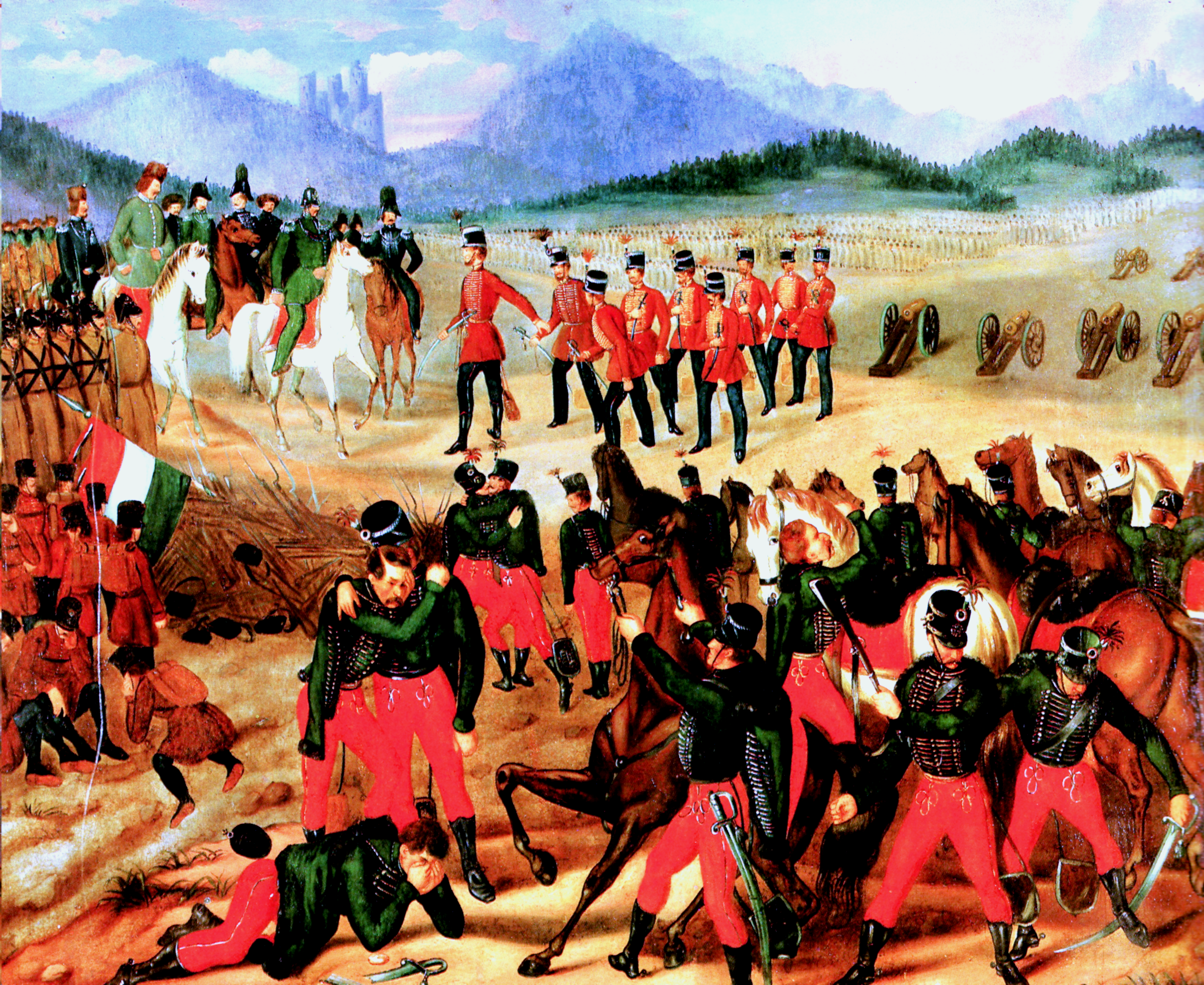
De overgave bij Világos (1849), het beginpunt van het passief verzet

Het passief verzet (Hongaars: passzív ellenállás) is een periode in de Hongaarse negentiende-eeuwse geschiedenis, waarin Hongarije weerstand bood tegen de Oostenrijkse dominantie in Hongarije. Het passief verzet verwijst in dit geval naar de terughoudendheid van personen van aanzien om een officieel ambt te bekleden of deel te nemen aan de politiek, of naar andere manieren om niet samen te werken met de Oostenrijkers. Deze benadering kenmerkte het Hongaarse openbare leven van 1849 tot 1865, met slechts een kort intermezzo in 1860-1861.

## Geschiedenis

### Eerste fase (1849-1860)

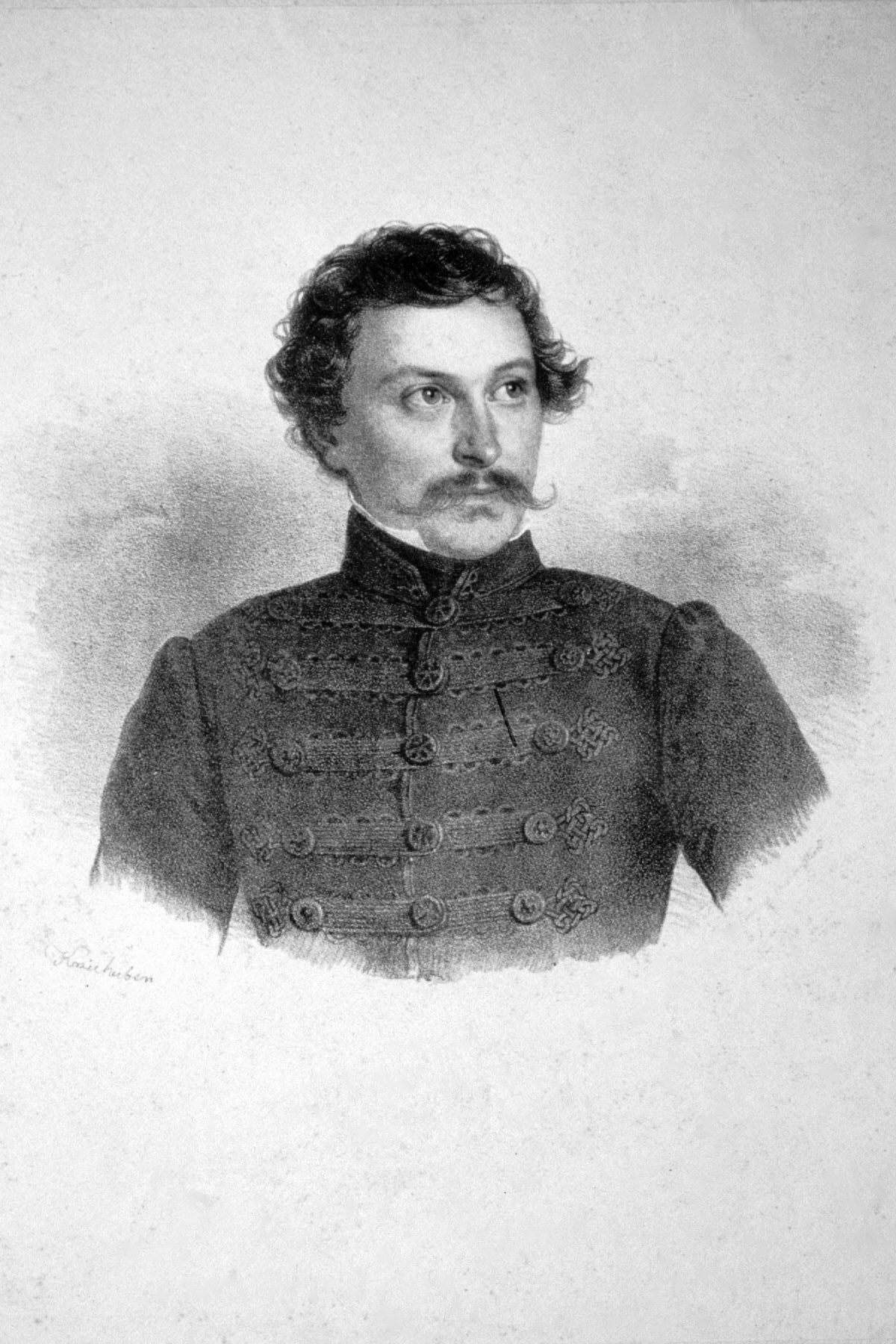
Ferenc Deák

Het passief verzet begon onmiddellijk nadat de Hongaarse Revolutie van 1848 in 1849 in de kiem werd gesmoord met Russische hulp. Na de overgave bij Világos volgde een periode van harde Oostenrijkse repressie. Het passief verzet werd een beweging onder het officieuze leiderschap van Ferenc Deák, een gematigd hervormer. In 1850 verzocht de Oostenrijkse minister van Financiën Anton von Schmerling Deák om deel te nemen aan een commissie met het doel een verzoening te bewerkstelligen tussen Oostenrijk en Hongarije. Deáks antwoord (Na de bedroevende gebeurtenissen in het nabije verleden, onder de nog steeds heersende omstandigheden, is mijn medewerking in openbare aangelegenheden onmogelijk.) werd in het geheim wijd verspreid en diende als voorbeeld voor andere edellieden om zich aan te sluiten bij Deáks passieve verzet. Het tijdschrift Pesti Napló werd de spreekbuis van de beweging en was instrumentaal om de moraal hoog te houden in Hongarije, dat gekenmerkt werd door harde Oostenrijkse repressie tegen politieke dissidenten, duizenden rechtzaken, militair bestuur, centralisatie, absolutisme, censuur en een directe controle van Wenen over ieder aspect van het openbare leven.
Deák en andere leiders van het verzet vermeden voorzichtig iedere politieke agitatie of kritiek op de gevestigde orde en richtten hun energie op andere nationale kwesties van niet-politieke aard, zoals het gebruik van de Hongaarse taal, de ontwikkeling van de economie en de Hongaarse Academie van Wetenschappen. Hun volgelingen, een aanzienlijk deel van de intelligentsia en de landadel, trokken zich volledig terug uit het openbare leven of beperkten hun activiteiten eveneens tot niet-politieke aangelegenheden, maar weigerden tevens hun steun en erkenning te verlenen aan de autoriteiten. Door hun gebrek aan samenwerking slaagden ze erin de legitimiteit en geloofwaardigheid van de Oostenrijkers de ondermijnen. Het Oostenrijkse bewind werd zo afhankelijk van ambtenaren uit andere kroonlanden (vooral Tsjechen).
Daarnaast werd het passief verzet ook gekenmerkt door een breed gedragen weigering om belastingen te betalen, in militaire dienst te treden en door desertie.

### Gebeurtenissen van 1860-1861
Tegen het begin van de jaren 1860 ondermijnden Oostenrijks diplomatieke isolatie en andere gebeurtenissen zoals Oostenrijks nederlaag in de Tweede Italiaanse Onafhankelijkheidsoorlog (1859) het keizerrijk op militair en financieel vlak. Hierdoor nam de Oostenrijkse bereidheid om een regeling te treffen met de Hongaren echter toe. In 1859 werd Alexander von Bach, het symbool van de repressie, ontslagen. Vervolgens werden twee "grondwetten" uitgevaardigd voor het hele rijk, namelijk het Oktoberdiploma (1860) en het Februaripatent (1861). Omwille van deze toegiften gaven Hongaarse politieke leiders zoals Ferenc Deák en József Eötvös hun passieve verzet op en gingen ze terug actief deelnemen aan de politiek, toen de Hongaarse landdag op 2 april 1861 weer bijeengeroepen werd door de keizer.
De Hongaarse landdag en het Weense hof konden echter niet tot een vergelijk komen. De grondwet die werd voorgesteld door keizer Frans Jozef werd gezien als een beknotting van de Hongaarse autonomie. De grondwet werd bijgevolg verworpen door de landdag, die op zijn beurt werd ontbonden door de keizer, die ermee dreigde militair geweld te gebruiken.

### Naar een nieuw compromis

De Oostenrijkse keizer Frans Jozef wordt in 1867 tot koning van Hongarije gekroond

Na het ontbinden van de landdag nam Deák zijn passief verzet opnieuw op. Toch begon er na de gebeurtenissen van 1860-1861 het een en ander te broeien op politiek vlak. In een artikel uit 1865 (het zogenaamde Paasartikel) drukte Deák zijn wil uit om de onderhandelingen met Oostenrijk te hervatten. Hiermee maakte Deák meteen een einde aan het passief verzet.
De verslechterende politiek-militaire toestand waarin het rijk verkeerde, niet in het minst de verpletterende Oostenrijkse nederlaag in de Oostenrijks-Pruisische Oorlog (1866), deed ook in Wenen de bereidheid tot hervormingen toenemen. Anderzijds zat de Hongaarse adel stilaan door haar morele en financiële reserves, waardoor volledige Hongaarse onafhankelijkheid geen prioriteit meer was. Beide kanten zagen dus de noodzaak van een nieuwe modus vivendi in. De wederzijdse afhankelijkheid van Oostenrijk en Hongarije leidde uiteindelijk tot de Ausgleich van 1867 en de creatie van de Oostenrijks-Hongaarse dubbelmonarchie.